# Gonzaga dei principati minori

Grande stemma di Casa Gonzaga

Oltre al ramo principale di Mantova, i Gonzaga ebbero numerosi rami minori, che però godettero di completa autonomia rispetto ad esso, essendo investiti direttamente dall'imperatore. Sino alla prima metà del XIV secolo i signori di Mantova governarono unitariamente il loro stato. La prima scissione si ebbe ad opera di Feltrino Gonzaga, che diede inizio al ramo cadetto di Novellara (1371). Una successiva divisione venne effettuata alla morte nel 1444 di Gianfrancesco Gonzaga e di Ludovico III Gonzaga nel 1478. La dinastia configurò due tipi di territorio: il "Mantovano nuovo", al quale appartennero tutti i territori situati ai confini del loro stato e il "Mantovano vecchio", l'antico territorio comunale della città di Mantova. I Gonzaga, nel tempo, non giunsero mai alla unificazione di tutti i loro domini in quanto considerarono le terre di confine come terre minori, appannaggio dei rami minori della casata.

## Gonzaga di Sabbioneta e Bozzolo

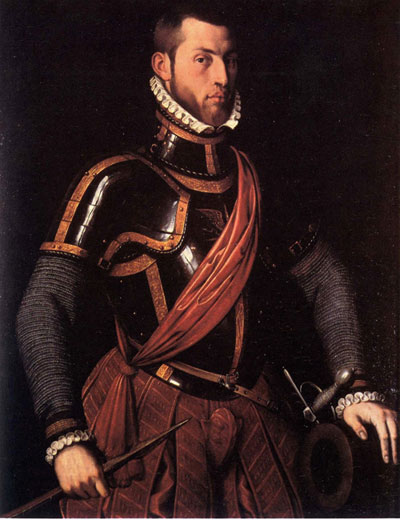
Ritratto di Vespasiano Gonzaga, duca di Sabbioneta

Il ramo cadetto dei "Gonzaga di Sabbioneta e Bozzolo" ebbe origine da Gianfrancesco Gonzaga, a seguito della divisione dei beni del padre Ludovico III.
Il figlio Ludovico, dopo la spartizione del feudo col fratello Pirro nel 1521, ottenne le terre di Sabbioneta. Fece di Gazzuolo la sua residenza dove creò una corte sfarzosa, ospitando artisti e letterati, come Ludovico Ariosto. Alla sua morte venne nominato erede il figlio Luigi Gonzaga "Rodomonte", capitano imperiale di Carlo V. Il personaggio più famoso fu indubbiamente il di lui figlio Vespasiano I Gonzaga che, nato nel 1531, ottenne l'investitura imperiale di Bozzolo, Ostiano, Rivarolo, Rodigo e Sabbioneta. Fu un militare coraggioso e si trattenne per lungo tempo alla corte di Filippo II di Spagna. Nel 1577 ottenne dall'imperatore Rodolfo II, suo amico personale, il titolo di duca di Sabbioneta. Nel 1591 gli subentrò come erede la figlia Isabella che in dipartita lasciò Sabbioneta alla nipote Anna Carafa (1637). Con il figlio di quest'ultima Nicola María, si estinse la dinastia di Vespasiano Gonzaga e nel 1689 il ducato di Sabbioneta passò in possesso degli spagnoli che lo vendettero al genovese Francesco Maria Spinola.

## Gonzaga di Novellara e Bagnolo
Linea cadetta originata da Feltrino Gonzaga che il padre Luigi Gonzaga, aveva escluso dalla successione su Mantova. Nel 1351 fu investito del feudo di Reggio Emilia che conservò sino alla sconfitta contro i Visconti nel 1371. Vendette il feudo in cambio della signoria di Novellara e Bagnolo.
Dal ramo di Novellara trassero origine i Catalano Gonzaga, famiglia storica originaria della Calabria Citeriore. Andrea Catalano sposò il 16 aprile 1666 Diana Gonzaga, figlia di Giuseppe Gonzaga e di Ottavia Ricci, ultima discendente di Carlo Gonzaga (?-1484), figlio naturale di Francesco I Gonzaga-Novellara.

## Gonzaga di Luzzara

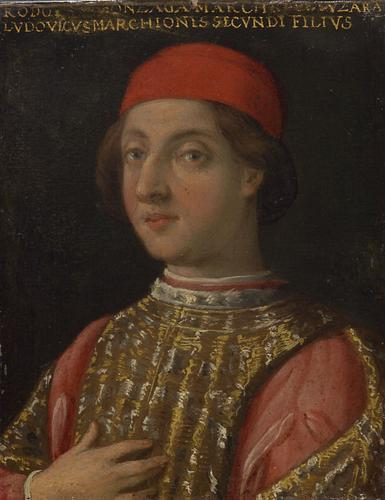
Ritratto di Rodolfo Gonzaga, marchese di Luzzara

Rodolfo Gonzaga (1452-1495), terzogenito maschio di Ludovico III Gonzaga, ebbe il feudo e il titolo di Marchese di Luzzara, Castel Goffredo e Castiglione alla morte del padre, nel 1478. Ricevette dall'imperatore Massimiliano I d'Asburgo l'investitura nel 1494.
Dalla moglie Caterina Pico (1454-1501) ebbe il figlio Gianfrancesco (1488-1524), che fu riconosciuto marchese sovrano (immediato) con diploma imperiale del 1502.
Nel 1557 Massimiliano cedette il feudo a Guglielmo Gonzaga, duca di Mantova, mantenendo per sé e per i suoi eredi alcuni palazzi e il titolo di Marchese di Luzzara pur non detenendo alcun comando sul territorio, che fu soggetto a Mantova fino al 1630, quando fu ceduto ai duchi di Guastalla seguendone le sorti future.

Dai Gonzaga di Luzzara derivò il ramo cadetto dei "Gonzaga di Poviglio", feudo papale eretto in contea nel 1513 ed estintosi nel XVII secolo.
La famiglia annovera alcuni personaggi eminenti tra cui Ludovico Gonzaga (1587-1630), Vescovo di Alba, che morì di peste a Luzzara il 17 giugno 1630 e Marcantonio Gonzaga, Vescovo di Casale Monferrato nel 1589.

## Gonzaga di Castel Goffredo, Castiglione e Solferino

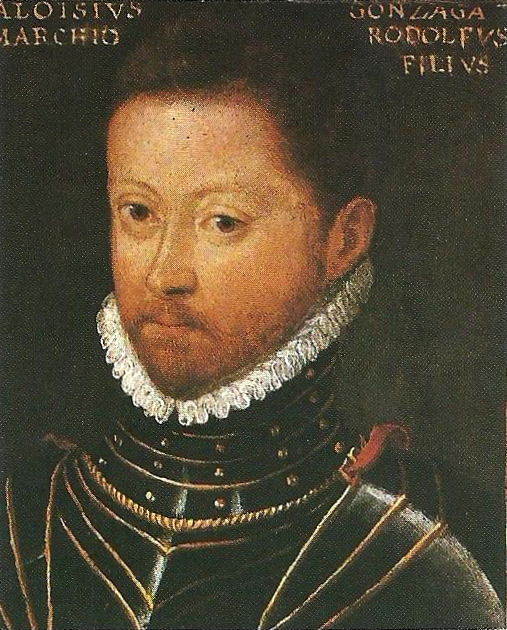
Ritratto di Aloisio Gonzaga, marchese di Castel Goffredo, Castiglione e Solferino

Dopo la morte di Rodolfo Gonzaga il feudo fu ulteriormente diviso tra i suoi figli: a Gianfrancesco rimase Luzzara e divenne il capostipite dei "Gonzaga di Luzzara" e a Luigi Alessandro andarono Castiglione e Castel Goffredo, divenendo di fatto il capostipite dei "Gonzaga di Castel Goffredo, Castiglione e Solferino".
Il ramo di Castiglione si estinse con Luigi Gonzaga (1745-1819), che firmò il 26 luglio 1773 la rinuncia ai diritti a favore dell'imperatrice Maria Teresa d'Austria e il principato di Castiglione, Medole e Solferino fu annesso a Mantova, già austriaca. Con varie richieste all'imperatore, l'ultima datata 1831, Alessandro I Gonzaga cercò di essere reintegrato nei diritti di successione sul Ducato di Mantova, sul Ducato di Guastalla e sul Principato di Castiglione ma le sue richieste non trovarono accoglimento.
Francesco Gonzaga (1684-1758), figlio di Ferdinando II Gonzaga, quinto e ultimo principe di Castiglione, nel 1717 fu il capostipite dei duchi di Solferino, tuttora esistenti.

## Gonzaga di Guastalla

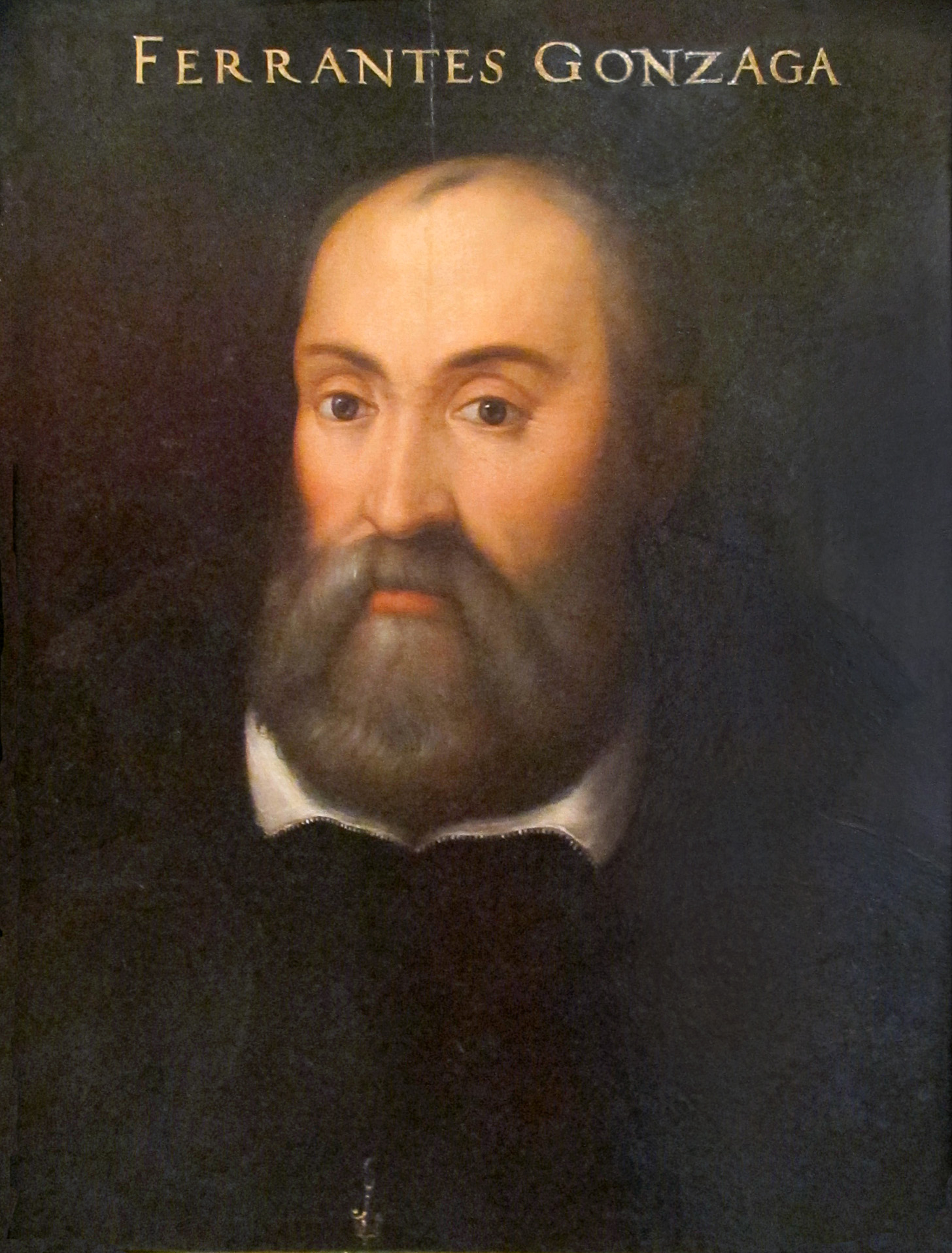
Ritratto di Ferrante Gonzaga, duca di Guastalla

Linea cadetta che prese origine nel 1539 da Ferrante I Gonzaga, figlio Francesco II Gonzaga, IV marchese di Mantova. La contea di Guastalla fu venduta nel 1539 dalla contessa Ludovica Torelli, discendente del conte Guido Torelli, a Ferrante I Gonzaga, capostipite della linea cadetta.

## Gonzaga di Palazzolo (Linea dei "Nobili Gonzaga")
Linea cadetta originata da Corrado Gonzaga (1268-1340) che il padre Luigi Gonzaga, primo capitano del popolo, aveva escluso dalla successione su Mantova.
Curzio Gonzaga, figlio di Luigi (m. 1549), arciprete della Cattedrale di San Pietro di Mantova, fu investito del titolo di marchese di Palazzolo assieme ai nipoti nel 1595 dal duca Vincenzo I Gonzaga. Il ramo si estinse nel 1751.

## Gonzaga di Vescovato (o Vescovado) (Linea "dei Marchesi")

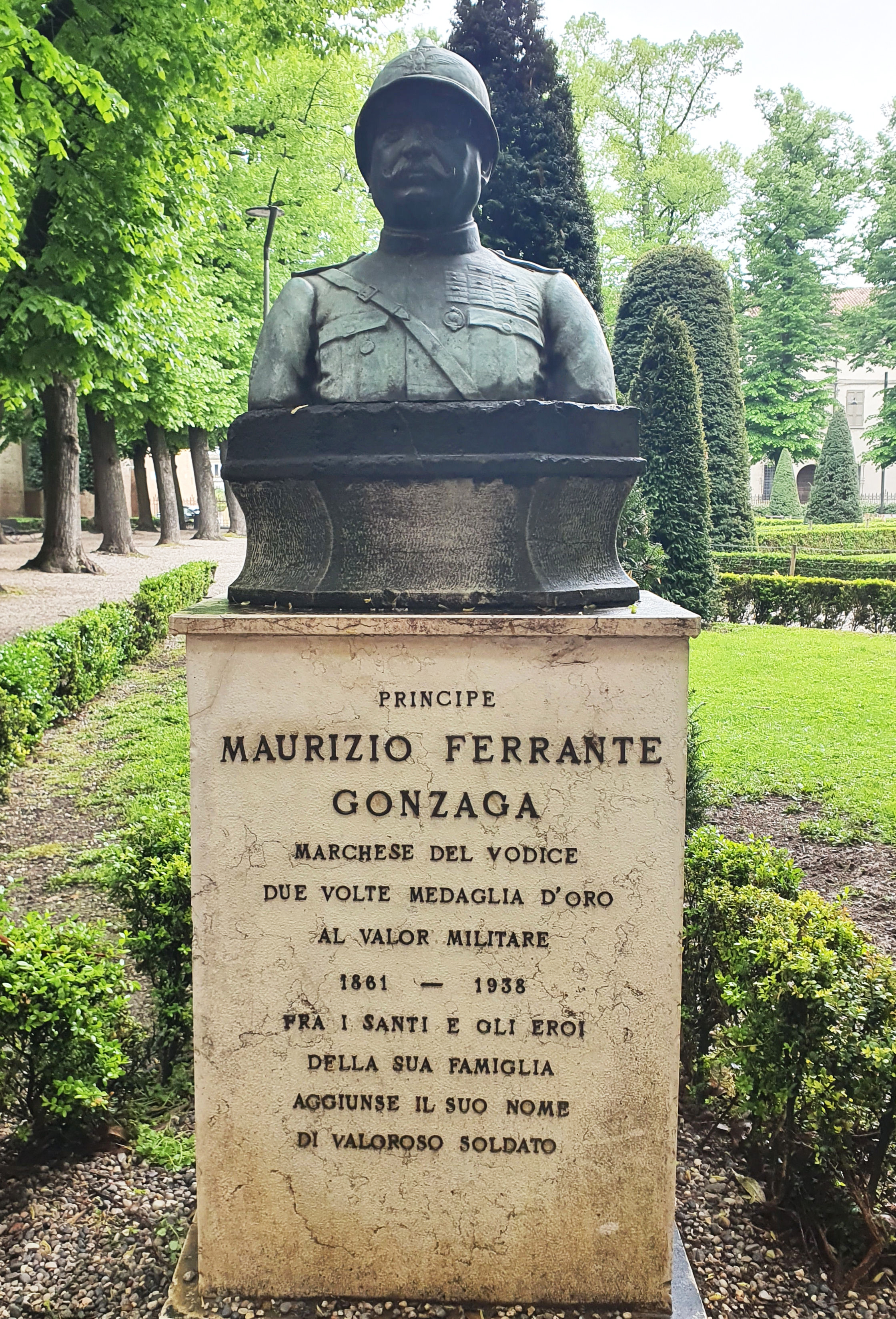
Mantova, monumento al generale Maurizio Ferrante Gonzaga, marchese di Vescovato

Chiamata anche linea "dei Marchesi", è l'unica linea cadetta della famiglia Gonzaga che sussiste ancora oggi. I componenti della famiglia Gonzaga della linea di Vescovato godono, in quanto discendenti diretti da Gianfrancesco Gonzaga, primo marchese di Mantova, dei seguenti trattamenti e titoli (riconfermati dalla monarchia Sabauda con provvedimento di giustizia):
- trattamenti di Altezza Serenissima (maschio), di Nobil Uomo e Nobil Donna, di Don e Donna,
- titoli di: Principe del S.R.I. (maschio), Marchese (maschio), Conte di Villanova (maschio primogenito), Conte di Cassolnovo (maschio primogenito), Marchese del Vodice (solo i maschi del ramo discendente da Francesco Carlo, a partire da Maurizio Ferrante, generale, medaglia d'oro al valore militare, padre del sottocitato Ferrante Vincenzo), Signore di Vescovato (maschio), Patrizio Veneto (maschio e femmina).

Lo stemma araldico è così composto: "D'argento alla croce patente di rosso, accantonata da quattro aquile di nero dal volo spiegato e affrontate, sul tutto uno scudo inquartato nel primo e nel quarto quadrante di rosso al leone d'argento dalla coda bipartita, armato e lampassato d'oro, ornato e collarinato dello stesso (Regno di Boemia), nel secondo e terzo quadrante fasciato d'oro e di nero (Gonzaga)".
Sono attualmente viventi due rami della famiglia discendenti dai fratelli Francesco Carlo (nato il 29-12-1766 e morto l'1-9-1834) e Fabio Maria (nato il 13-01-1773 e morto nel 1848) figli di Francesco Nicolò (nato il 26-12-1731 e morto il 4-9-1783) e di Olimpia del marchese Fabio Scotti di Piacenza.
Il feudo fu acquistato nel 1519 da Giovanni Gonzaga, fratello di Francesco, marchese di Mantova, uomo d'armi al servizio degli Sforza di Milano.

## Altre linee estinte
Poche notizie si hanno di una longeva linea secondaria della famiglia Corradi-Gonzaga, che prese origine da Bonaventura Corradi (XIII secolo), figlio di Guidone Corradi e che acquistò nel 1261 vasti possedimenti terrieri a Marmirolo, consentendo così l'insediamento della famiglia in quella zona vicina a Mantova, conquistata con la forza nel 1328. Dello stesso ramo fece parte Raffaele Gonzaga, che nel 1509 venne nominato podestà di Asola e di Lonato. Questo ramo secondario si estinse con Giambattista, protonotario apostolico, nato il 4 maggio 1685 e morto a Governolo il 10 luglio 1746 lasciando eredi i marchesi Torelli.

## Struttura del Casato
|                 |                                      |                                      |                       |                        |                             |                                         |                                         |                             |                               |                         |                       |                                   |                                   |                    |                    |
|                 |                                      |                                      |                       |                        |                             |                                         | Corradi XII secolo – 1328               |                             |                               |                         |                       |                                   |                                   |                    |                    |
|                 |                                      |                                      |                       |                        |                             |                                         |                                         |                             |                               |                         |                       |                                   |                                   |                    |                    |
|                 |                                      |                                      |                       |                        |                             |                                         |                                         |                             |                               |                         |                       |                                   |                                   |                    |                    |
|                 |                                      |                                      |                       |                        |                             | Bonaventura Corradi ~1260 – 1746        | Bonaventura Corradi ~1260 – 1746        | Gonzaga 1328 – 1627         | Gonzaga 1328 – 1627           |                         |                       |                                   |                                   |                    |                    |
|                 |                                      |                                      |                       |                        |                             |                                         |                                         |                             |                               |                         |                       |                                   |                                   |                    |                    |
|                 |                                      |                                      |                       |                        |                             |                                         |                                         |                             |                               |                         |                       |                                   |                                   |                    |                    |
|                 |                                      | Novellara 1371 – 1728                | Novellara 1371 – 1728 | Sabbioneta 1444 – 1746 | Sabbioneta 1444 – 1746      | Luzzara, C. Goffredo Cast. e Solf. 1479 | Luzzara, C. Goffredo Cast. e Solf. 1479 | Vescovato dal 1494          | Vescovato dal 1494            | Guastalla 1539 – 1746   | Guastalla 1539 – 1746 | Nobili Gonzaga (1340) 1595 – 1751 | Nobili Gonzaga (1340) 1595 – 1751 | Nevers 1565 – 1707 | Nevers 1565 – 1707 |
|                 |                                      |                                      |                       |                        |                             |                                         |                                         |                             |                               |                         |                       |                                   |                                   |                    |                    |
|                 |                                      |                                      |                       |                        |                             |                                         |                                         |                             |                               |                         |                       |                                   |                                   |                    |                    |
|                 | Calabria Citra fine XV secolo - 1730 | Calabria Citra fine XV secolo - 1730 | Signori di Conti      | Signori di Conti       | Luzzara 1495 – 1794         | Luzzara 1495 – 1794                     |                                         | Castel Goffredo 1495 – 1593 | Castel Goffredo 1495 – 1593   | Molfetta 1529 – 1640    | Molfetta 1529 – 1640  |                                   |                                   |                    |                    |
|                 |                                      |                                      |                       |                        |                             |                                         |                                         |                             |                               |                         |                       |                                   |                                   |                    |                    |
|                 |                                      |                                      |                       |                        |                             |                                         |                                         |                             |                               |                         |                       |                                   |                                   |                    |                    |
| Majerà dal 1666 | Majerà dal 1666                      | Cirella dal 1666                     | Cirella dal 1666      |                        | Poviglio 1539 – XVII secolo | Poviglio 1539 – XVII secolo             | Solferino 1549 – 1680                   | Solferino 1549 – 1680       | Castiglione 1549 – 1819       | Castiglione 1549 – 1819 |                       |                                   |                                   |                    |                    |
|                 |                                      |                                      |                       |                        |                             |                                         |                                         |                             |                               |                         |                       |                                   |                                   |                    |                    |
|                 |                                      |                                      |                       |                        |                             |                                         |                                         |                             |                               |                         |                       |                                   |                                   |                    |                    |
|                 |                                      |                                      |                       |                        |                             |                                         |                                         |                             | Duchi di Solferino 1717 – ... |                         |                       |                                   |                                   |                    |                    |

### Esplicative
1. ↑  Così chiamata perché i componenti della famiglia facevano seguire il proprio nome a quello "dei marchesi di Mantova".

### Bibliografiche
1. ↑  Brunelli, p. 112.
2. ↑  Braglia, p. 195.
3. ↑  Coniglio, pp. 473-499.
4. ↑  Coniglio, p. 473.
5. ↑  Coniglio, p. 482.
6. ↑   Clifford M. Brown;Paola Tosetti Grandi (a cura di), I Gonzaga di Bozzolo, Mantova, 2011.
7. ↑  Coniglio, pp. 494-496.
8. ↑  (EN) Albero genealogico dei Gonzaga di Sabbioneta, su genealogy.euweb.cz. URL consultato il 18 maggio 2012.
9. ↑  Coniglio, pp. 494-498.
10. ↑   Storia di Sabbioneta, su stidy.com. URL consultato il 23 aprile 2013.
11. ↑  (EN) Albero genealogico dei Gonzaga di Novellara, su genealogy.euweb.cz. URL consultato il 29 maggio 2012.
12. ↑  Coniglio, p. 478.
13. ↑  Malacarne, 2010, p. 97.
14. ↑   Pompeo Litta, Famiglie celebri d'Italia. Gonzaga di Mantova, Torino, 1835, p.13.
15. ↑   Gonzaga nobile famiglia, su sapere.it. URL consultato il 12 gennaio 2012.
16. ↑   Giovanni Gonzaga, ultimo marchese di Luzzara, su unpaese.blogspot.com. URL consultato il 12 gennaio 2012.
17. ↑  (EN) Albero genealogico dei Gonzaga di Luzzara, su genealogy.euweb.cz. URL consultato il 29 maggio 2012.
18. ↑  Coniglio, pp. 482-484.
19. ↑   Roggero Roggeri, Leandro Ventura, I Gonzaga delle nebbie. Storia di una dinastia cadetta nelle terre tra Oglio e Po, Cinisello Balsamo, p.43, 2008.
20. ↑  Coniglio, pp. 480-481.
21. ↑   Giovanni Scardovelli, Luigi, Alfonso e Rodolfo Gonzaga marchesi di Castelgoffredo, Bologna, 1890.
22. ↑  (FR)  Abbé D'Ormansey, Illustrations de la noblesse européenne, Paris, 1848.
23. ↑  Coniglio, p. 486.
24. ↑  (EN) Albero genealogico dei Gonzaga di Guastalla, su genealogy.euweb.cz. URL consultato il 16 luglio 2012.
25. ↑  Coniglio, pp. 486-493.
26. ↑  (EN) Albero genealogico dei Marchesi di Palazzolo, su genealogy.euweb.cz. URL consultato il 27 maggio 2012.
27. ↑  Amadei, p. 116.
28. ↑   Giancarlo Malacarne, I Gonzaga di Mantova, Modena, Il Bulino, 2007, ISBN non esistente.
29. ↑  Castagna, pp. 151-186.
30. ↑  (EN) Albero genealogico dei Gonzaga di Vescovato, su genealogy.euweb.cz. URL consultato il 27 maggio 2012.
31. ↑   Pompeo Litta, Famiglie celebri d'Italia. Gonzaga di Mantova, Torino, 1835, Tav.I.
32. ↑  Brunelli, pp. 112-113.
33. ↑  L'imperatore Federico III, il 10 giugno 1479, ratificò l'accordo stipulato - alla morte del padre Ludovico III - tra Federico I, Gianfrancesco e Rodolfo Gonzaga per la spartizione dei feudi in questione, che vengono dunque suddivisi secondo lo schema seguente.
34. ↑  Con Castiglione e Solferino